# Unter Ausschluß der Öffentlichkeit (1927)
Unter Ausschluß der Öffentlichkeit ist ein Ende 1926 entstandener deutscher Stummfilm von Conrad Wiene mit Werner Krauß in der Hauptrolle.

## Handlung
Ibrahim Hulam ist ein berüchtigter Mädchenhändler. Als er sich für die aus gutem Hause stammende Anita von Schlenk, die als Tänzerin im Imperial-Palast auftritt, zu interessieren beginnt, beißt er bei ihr auf Granit. Um sie dennoch für sich zu gewinnen, verwickelt er ihren Vater Eberhard in eine Affäre um nicht gedeckte Wechsel und versucht damit Anita gefügig zu machen. Sollte sie nicht spuren und ihn nicht heiraten wollen, so der Mädchenhändler, werde er dafür sorgen, dass ihr Vater ins Gefängnis gehen muss. Schweren Herzens willigt Anita ein und wird Ibrahims Frau, aber nur dem Namen nach.
In der Zwischenzeit ist Hans von Romberg aus dem Ausland in die Heimat zurückgekehrt. Er ist Anitas Jugendfreund, dem sie einst versprach, auf ihn zu warten. Hans lernt in der Zwischenzeit die junge, hübsche Verkäuferin Eva Sehring kennen und beginnt, Interesse an ihr zu entwickeln. Hans weiß nicht, dass auch Ibrahim bereits ein Auge auf die Frau geworfen hat, die er unbedingt als Tänzerin an ein Varieté namens „Olympia“ verschachern möchte. Um an sie ranzukommen, nutzt Hulam die Dienste der berüchtigten Kupplerin Bibiana de la Motte. Hans hat bei seiner Heimkehr eine Anstellung als „Vortänzer“ in einem Lokal gefunden, in dem auch Hulam nebst Gattin verkehrt. Als beide dort einkehren, verlangt der Mädchenhändler von Hans, dass dieser mit seiner kühlen Gattin tanzt, doch dieser verweigert sich diesem Ansinnen. Ibrahim Hulam entwickelt einen teuflischen Plan, sich an seiner ihm gegenüber stets zurückweisenden Gattin zu rächen. Aus diesem Grund stellt er Hans, der mit seiner derzeitigen Beschäftigung und dem Gehalt unzufrieden ist, als seinen Privatsekretär ein.
Inzwischen droht Eva, dank der Mithilfe Ibrahims und der Kupplerin Bibiana, die Eva zu einer festlichen Veranstaltung in ihr Haus eingeladen hat, in der Gosse zu versinken. Herr von Bisam, ein alternder Lebemann, versucht ihre Situation auszunutzen und die leicht angetrunkene Verkäuferin zu vergewaltigen. Ihr Bruder Fritz geht dazwischen und kann im letzten Moment das Schlimmste verhindern. Dabei schlägt er den Wüstling, der diese Attacke nicht überlebt, nieder. Da Anitas Vater Eberhard einst Streit mit dem Toten hatte, gerät er nun in den Verdacht, ein Mörder zu sein. Es kommt zum Prozess. Hans kann im letzten Moment Fritz davon überzeugen, sich zu stellen und damit Vater Eberhard vor dem Schlimmsten, einem Schuldspruch, zu bewahren. Der alte Mann wird freigesprochen, und in diesem Zusammenhang kommen auch die Missetaten Hulams ans Licht. Als dieser verhaftet wird, entzieht er sich seiner Gerechtigkeit durch Selbstmord mittels einer Schusswaffe. Nunmehr verwitwet, kann Anita ihr zukünftiges Glück als Hans‘ Gattin anstreben.

## Produktionsnotizen
Unter Ausschluß der Öffentlichkeit entstand im November und Dezember 1926 in den Filmstudios von Staaken bei Berlin und wurde am 29. Dezember bei der Erstbegutachtung aufgrund starker moralischer Bedenken bezüglich des Themas (Mädchenhandel, Kuppelei, Mord, versuchte Vergewaltigung) von der Filmzensur mit der Begründung, die gesamte Geschichte sei als „entsittlichend“ zu werten zunächst verboten. Eine Beschwerde seitens des Produzenten Arthur Ziehm wurde am 5. Januar 1927 abgeschmettert. Schließlich passierte der umgeschnittene Film am 14. Januar 1927 die Filmzensur und wurde am 8. Februar desselben Jahres in Berlins Piccadilly-Kino uraufgeführt. Die Länge des mit Jugendverbot belegten Achtakters betrug 2173 Meter. Am 14. Oktober 1927 lief der Film auch in Österreich an.
Robert A. Dietrich schuf die Filmbauten.

## Wissenswertes
1937 und 1961 entstanden zwei Tonfilme unter demselben Titel, die jedoch vollkommen anderen Inhalts sind.

## Kritik
Das Tagblatt meinte: „Dieser Film ist wert, gesehen zu werden. Er behandelt zwar nicht Probleme, die neu wären, aber immerhin ist sein Inhalt so aufgebaut, daß nichts Durchschnittliches, Schablonenhaftes verbleibt, so daß das Interesse, welches dem Werk entgegengebracht wird, volle Berechtigung findet.“